# 公子雍 (晋国)
公子雍（？—？），姬姓，名雍，是晋文公的庶子，母为杜祁。

## 母义而宠
杜祁由于国君的缘故，让位给晋襄公的生母偪姞而使她在上；由于强邻狄人的缘故，让位给季隗而自己居她之下。晋文公因此喜爱公子雍，让他到秦国去做官，官至亚卿。

## 四德而迎
前621年，晋襄公去世，太子夷皋尚在襁褓中，因为连年发生祸难，晋国人打算立年长的国君。正卿中军将赵盾属意公子雍，说：“立公子雍为君。公子雍乐于行善而且年长，先君晋文公宠爱他，而且为晋国的老朋友秦国所亲近。能安排好人就巩固，立年长的人就名正言顺，立先君所爱就合于孝道，结交老朋友就安定。因为祸难的缘故，所以要立年长的国君。有了这四项德行的人，祸难就必定可以缓和了。”亚卿中军佐狐射姑想拥立辰嬴的儿子公子乐，说：“不如立公子乐。辰嬴受到两位国君的宠爱，立她的儿子，百姓必然安定。”赵盾说：“辰嬴低贱，位次第九，她的儿子有什么威严呢？而且为两位国君所宠幸，这是淫荡。作为先君的儿子，不能求得大国而出居小国，这是鄙陋。母亲淫荡，儿子鄙陋，就没有威严；陈国小而且远，有事不能救援，怎么能安定呢？杜祁由于国君的缘故，让位给偪姞而使她在上；由于狄人的缘故，让位给季隗而自己居她之下，所以位次第四。先君因此喜欢她的儿子公子雍，让他在秦国做官，做到亚卿。秦国大而且近，有事足以救援；母亲具有道义，儿子受到喜欢，足以威临百姓。立公子雍，不也可以吗？”赵盾就派先蔑和士会到秦国迎接公子雍，狐射姑也派人到陈国召回公子乐，赵盾派人在郫地杀了公子乐。

## 返晋被拒
前620年四月，秦康公送公子雍到晋国，说：“晋文公回国的时候没有卫士，所以有吕甥、郤芮发动的祸难。”于是就多给公子雍步兵卫士。
晋襄公的夫人穆嬴每天抱着太子在朝廷上哭诉太子无罪不应废立，又去赵氏家中向赵盾叩头，赵盾和大夫们都怕穆嬴，而且害怕穆嬴党羽的威逼，便背弃了公子雍而立了太子夷皋为君，发兵抵御秦国护送公子雍的军队。四月初一，晋军在令狐打败秦军，一直追到刳首。次日，先蔑逃亡到秦国，士会跟着他逃亡。

## 其他
在小说《东周列国志》当中，公子雍死于令狐之战。